# Статлер, Войцех
Войцех Статтлер (пол. Wojciech Stattler; 20 апреля 1800, Краков — 6 ноября 1875[…], Варшава) — польский художник швейцарского происхождения, представитель романтизма.

## Биография
Родился в 1800 году в Кракове, незадолго до того отошедшем к Австрии в результате Третьего раздела, в семье члена городского магистрата Иоахима Статлера, швейцарца по происхождению.
С 1817 года учился в Школе изящных искусств в Кракове, который к тому времени стал вольным городом, где его преподавателями были такие художники, как Франц Ксавьер Лампи, Антоний Бродовский и Юзеф Пешка. Однако, уже в 1818 году Статтлер уехал в Рим, где продолжил своё обучение в Академии Святого Луки. С 1822 года он обучался в Венской академии художеств.
Вернувшись на родину, Статлер в 1829 году стал «семейным художником» магната графа Александра Потоцкого. В 1830 году он был в Пулавах, где делал подготовительные наброски к портрету князя Адама Чарторыйского. Наконец, в 1831 году он получил кафедру профессора Школы изящных искусств в Кракове, где  приступил к программе кардинальных изменений в системе преподавания, сделав упор на изображении обнажённого тела с натуры, необходимом для усвоения основ анатомии и, соответственно, правильного моделирования фигур.
Еще в 1830 году в Риме Статлер сочетался браком со знатной итальянкой Клементиной Зербони ди Колонна (ок. 1804–1897), которую привёз с собой в Краков. В этом браке в 1834 году родился сын Генрих.
Даже поселившись в Кракове, он был нередким гостем в Вене и Риме. Он поддерживал отношения с ключевыми деятелями польского романтизма: Юлиушем Словацким, Александром Фредро, Антонием Одынцом, переписывался с Мицкевичем.
В 1843 году Статлер отправился во Францию, где выставил на ежегодном Парижском салоне картину «Маккавеи», к работе над которой время от времени возвращался на протяжении 12 лет,  и получил за неё золотую медаль. Эта картина в настоящее время выставлена в Национальном музее в Кракове.
Статлер был профессором Академии в течение 26 лет, до 1857 года. Он также публиковал статьи об искусстве и художественном образовании. Написал мемуары, которые были опубликован только в 1916 году. Около 1870 года пожилой художник переехал из Кракова в Варшаву, где работал над картинами религиозного содержания. Скончался в 1875 году в Варшаве и был похоронен там же на кладбище Старые Повонзки.

## Галерея

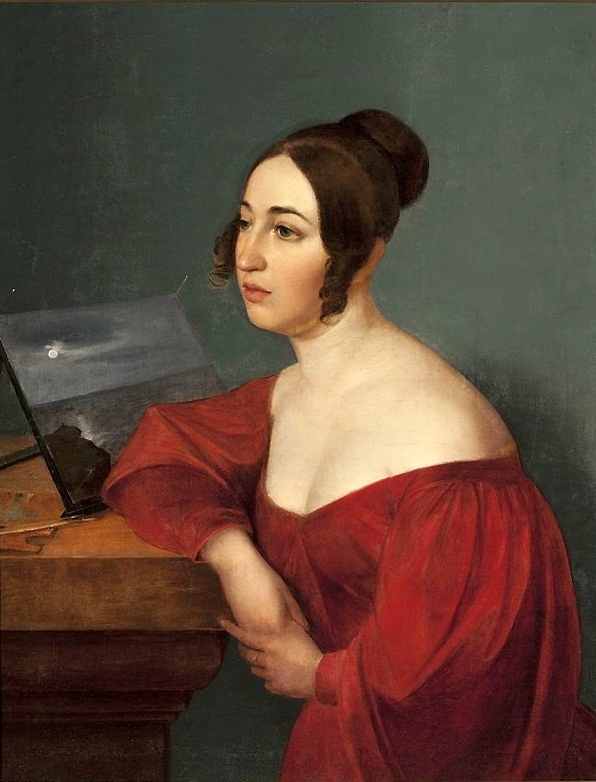
Портрет Гортензии Собанской
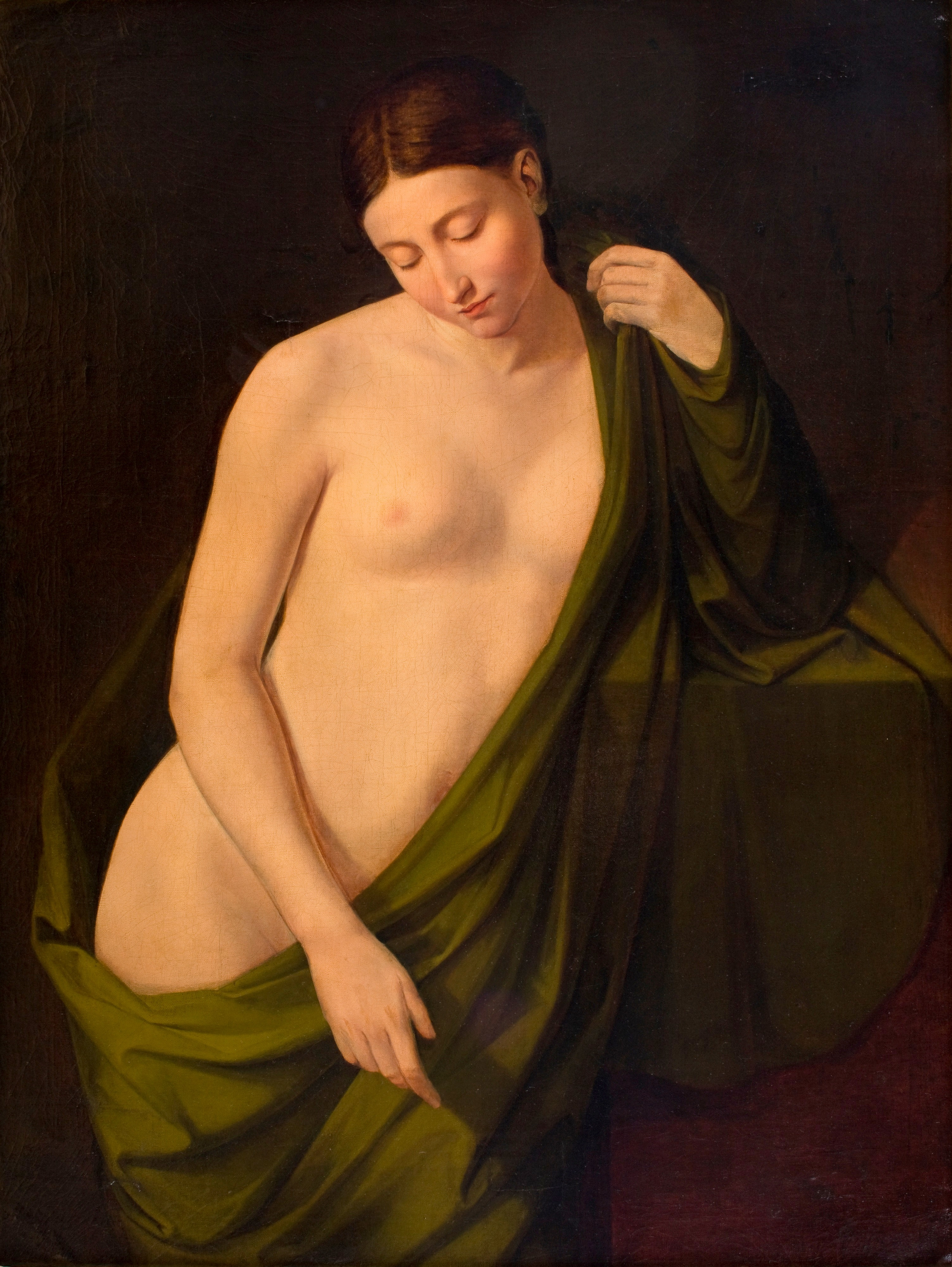
Обнажённая
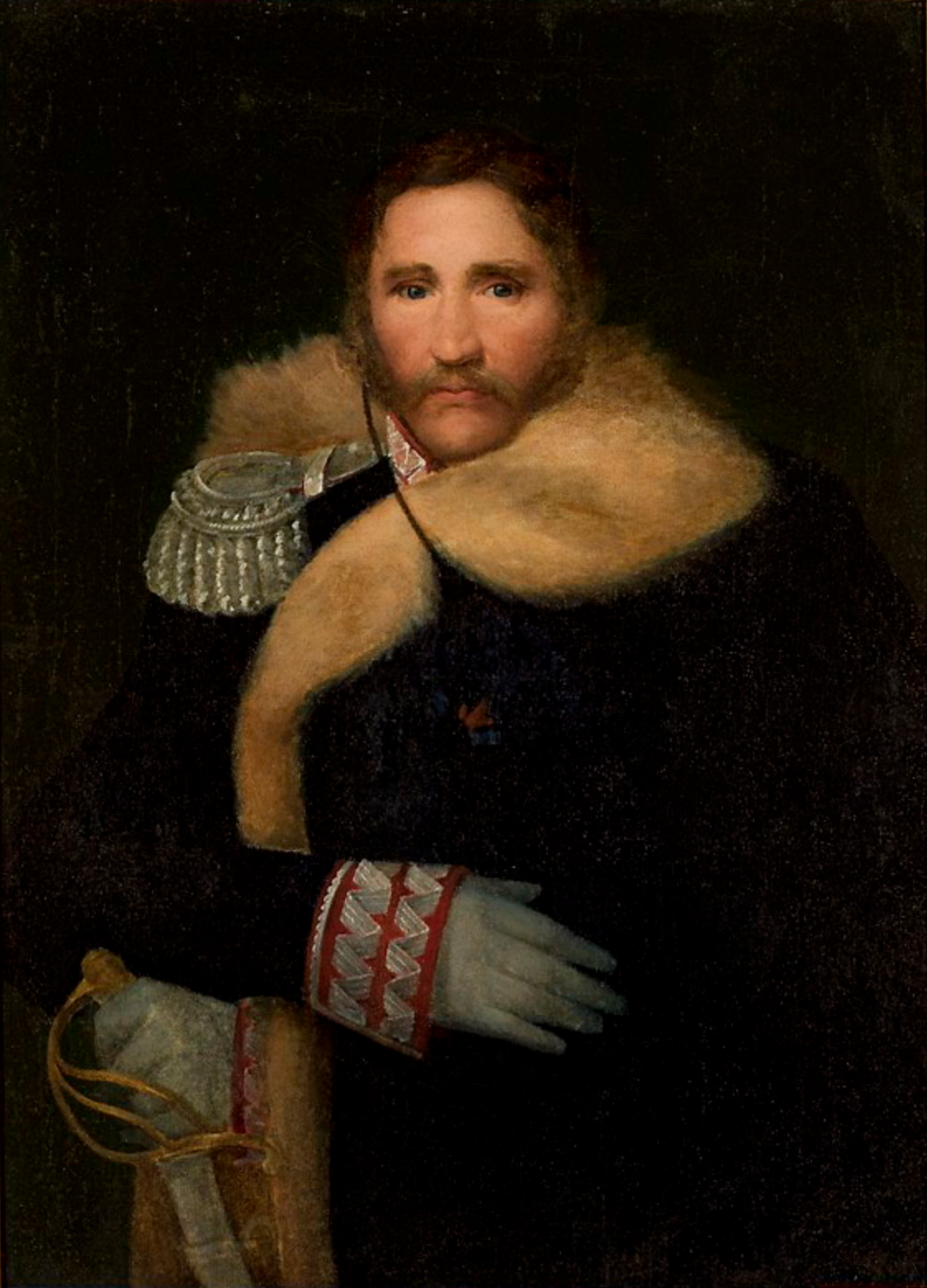
Портрет генерала Генриха Дембинского
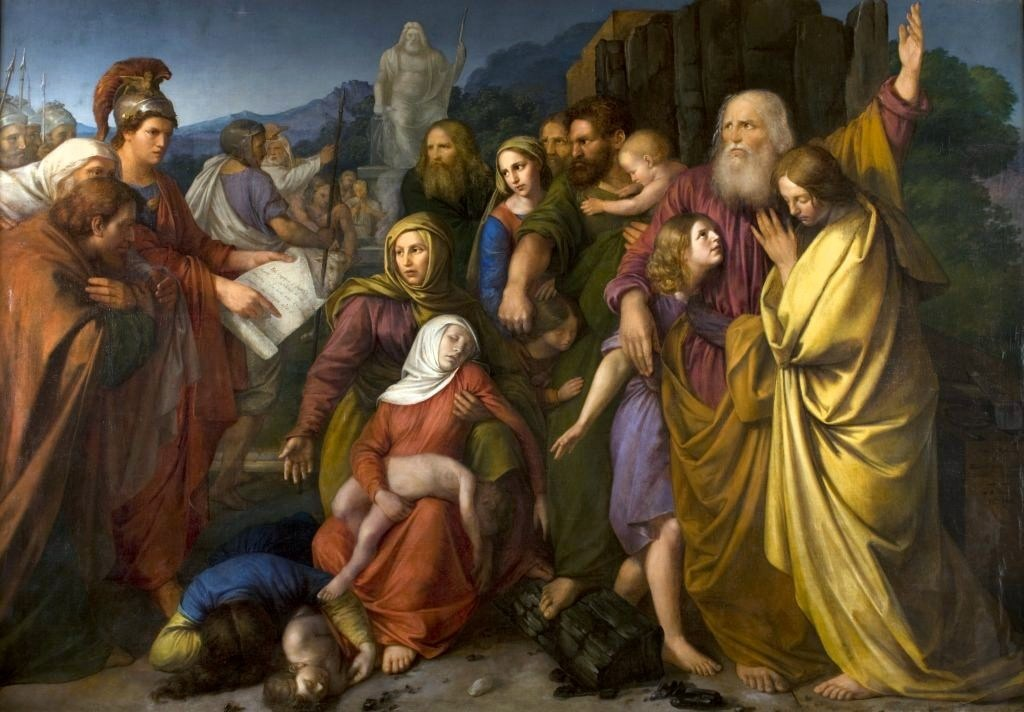
Маккавеи
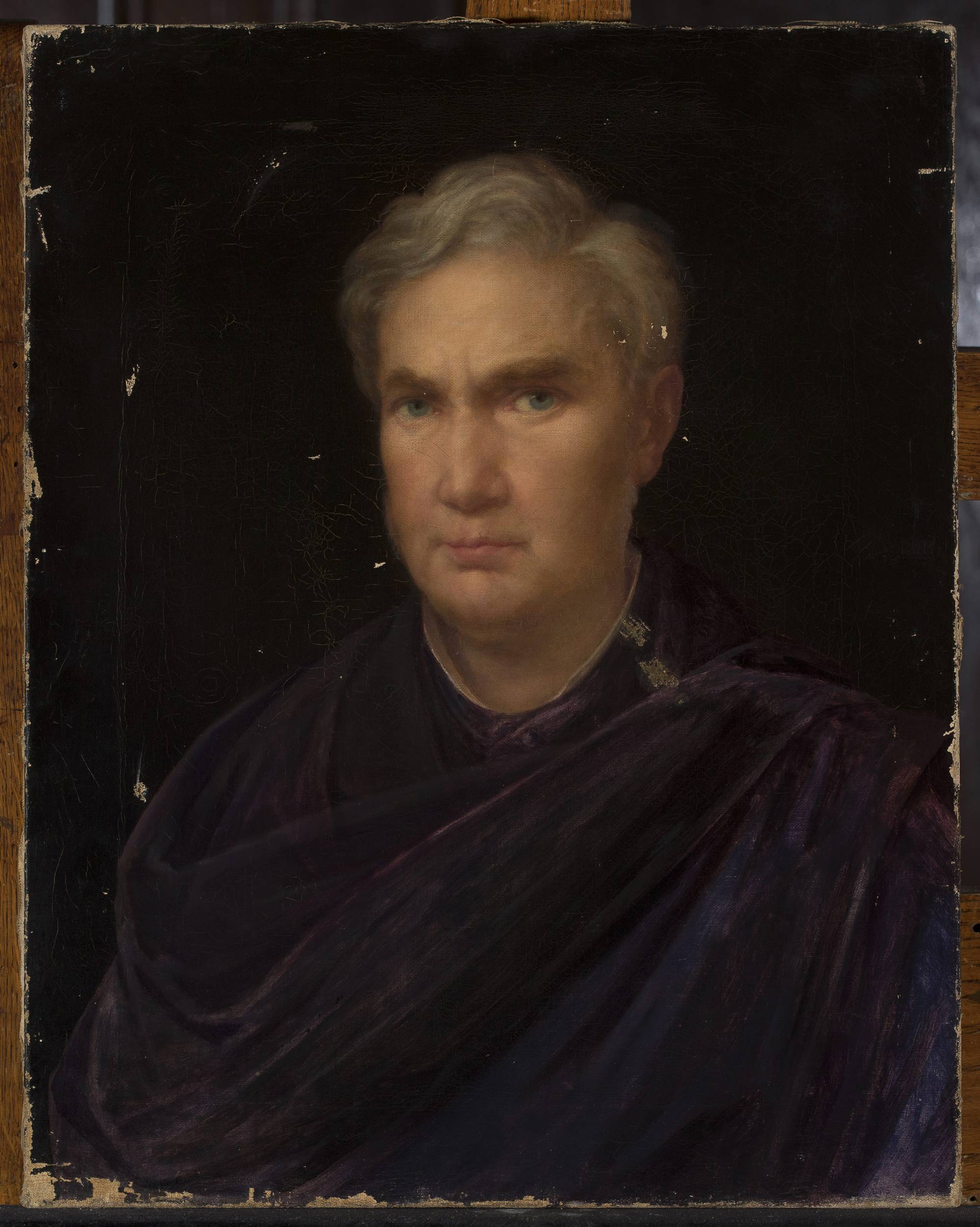
Автопортрет
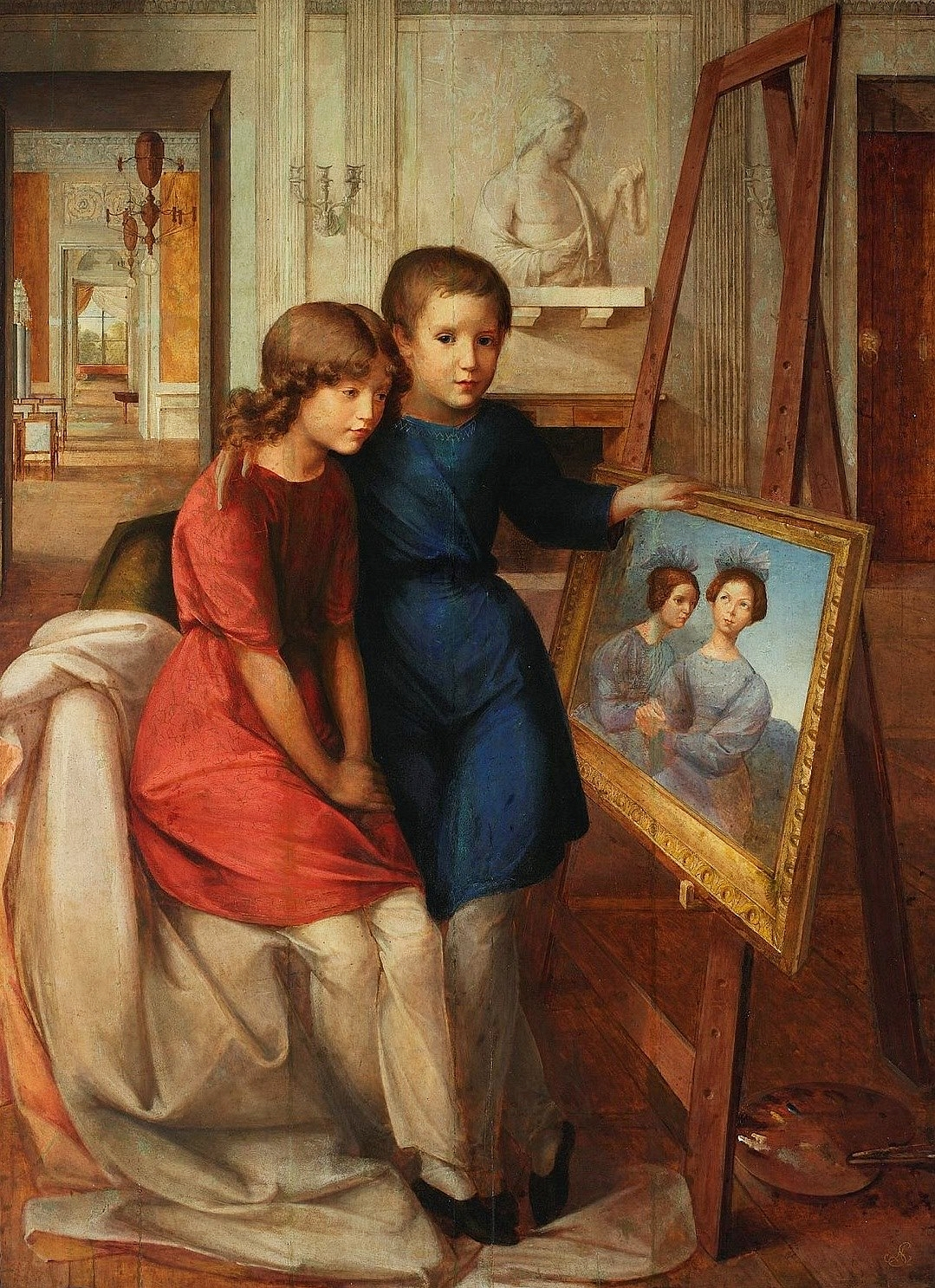
Альфред и Адам Потоцкие